# 光田顕司
光田 顕司（みつだ けんじ、1903年12月7日 - 1988年8月21日）は、日本の経営者。神戸新聞社、サンテレビジョンなどの社長を務めた。広島県因島市（現在の尾道市）出身。

## 来歴・人物
1929年に関西学院大学社会学科を卒業し、1942年に神戸新聞社へ入社した。1963年から1982年までにデイリースポーツ社社長を務め、1972年8月から1982年7月までに神戸新聞社社長を務めた。1972年9月から1982年6月までサンテレビジョン社長を務めた。
1988年8月21日、脳梗塞のために死去。84歳没。

## 栄誉
- 勲二等瑞宝章(1976年)
- フランス・レジオン・ド・ヌール勲章(1977年)
- イタリア・有功勲章(1979年)